# Ischnacanthus
Ischnacanthus es un género extinto de peces de los acantodios (Acanthodii). Ischnacanthus vivió durante el período devónico. Posee sus propias mandíbulas y dientes muy pequeños. Algunos fósiles fueron hallados en Tillywhandland Quarry, Forfar, Escocia. Algunas especies eran de gran tamaño, podían medir hasta 2 metros de longitud.
Estas especies eran depredadoras, con cuerpos normalmente largos y escamosos. Se cree que estos peces se desarrollaron de una forma «isométrica», con crecimientos diferenciales a lo largo de sus cuerpos, lo que se conoce como alometría.